# Ponto mediano
O ponto mediano (em inglês: mid dot ou interpoint) é um caractere representado por ·. Seu uso é popular na informática, para a criação de desenhos com caracteres ou simplesmente para separar palavras.
O ponto mediano hoje em dia está presente no catalão moderno. Ele é parte integrante de um dos dígrafos do seu alfabeto, o ŀl, chamado "L geminada". A sua pronunciação é de um "l" (éle) longo. A maior parte dos dialetos pronunciam o ŀl como um "l" normal e mesmo é uma pronunciação aceite. Contudo, há muitas palavras patrimoniais que conservam a pronunciação longa, por exemplo "aŀlot" (rapaz).
Alguns exemplos de palavras catalãs com o "l geminada":
aŀlegar, aŀlegoria, bèŀlic, cèŀlula, cristaŀlí, eŀlipse, exceŀlent, gàŀlic, iŀlògic, libèŀlula, nuŀla, pàŀlid, pusiŀlàmine, soŀlícit, iŀluminar, goriŀla, coŀlisió, aquareŀla, coŀlateral...
Em occitano gascão, usa-se o "ponch interior" para separar os dígrafos nh e sh (n·h e s·h), de forma que soe o "h" fricativo (aspirado) próprio à variante gascona da língua occitana.
Por exemplo: pertànher / in·hèrn ("pertencer, inferno"); deishar / des·har ("deixar, desfazer")

## Teclados de computador
No sistema OS X, o ponto mediano pode ser obtido premindo Opt+Shift+9; no X Window System, com AltGr+.; no Microsoft Windows, carregando em Alt e digitando 0+1+8+3 no teclado numérico.